# Confederación Española de Derechas Autónomas
Confederación Española de Derechas Autónomas var ett spanskt kristet högerparti grundat 1933 under andra spanska republiken.  Partiet upplöstes 1937 efter Francos maktövertagande, och dess ende ledare var José María Gil-Robles y Quiñones.